# Prampir Makara (quận)
Prampi Makara là quận nhỏ nhất của thủ đô Phnôm Pênh, Campuchia. Quận được chia thành 8 Sangkat và 33 Krom. Diện tích của quận là 2,21 km². Theo thống kê năm 1998, dân số quận là 96.192 người.
Postal Code của 7 Makara(12250)
| Số. | Sangkat     | Mã bưu chính |
| --- | ----------- | ------------ |
| 1   | Monorom     | 12251        |
| 2   | Mittapheap  | 12252        |
| 3   | Veal Vong   | 12253        |
| 4   | Orussei I   | 12254        |
| 5   | Orussei II  | 12255        |
| 6   | Orussei III | 12256        |
| 7   | Orussei IV  | 12257        |
| 8   | Orussei V   | 12258        |